# Elias Disney
Elias Disney (Bluevale, Morris-Turnberry, Ontario, Canadá, 6 de febrero de 1859 - Los Ángeles, California, 13 de septiembre de 1941) fue un granjero canadiense, conocido por ser el padre de Walt Disney y Roy O. Disney, creadores de la compañía The Walt Disney Company.

## Biografía
Nació en febrero de 1859 en Ontario (Canadá), hijo de inmigrantes irlandeses: Kepple Elias Disney (1832-1891) y Mary Richardson (1838-1909).

## Familia
Se casó el 1 de enero de 1888 con Flora Call (1868-1938) en Florida. El matrimonio tuvo cinco hijos, cuatro varones y una mujer:
- Herbert Disney (8 de diciembre de 1888 - 29 de enero de 1961), 71 años
- Raymond Disney (30 de diciembre de 1890 - 24 de mayo de 1989), 98 años
- Roy O. Disney (24 de junio de 1893 - 20 de diciembre de 1971), 78 años
- Walt Disney (5 de diciembre de 1901 - 15 de diciembre de 1966), 65 años
- Ruth Flora Disney (6 de diciembre de 1903 - 7 de abril de 1995), 91 años